# Lampranthus intervallaris
Lampranthus intervallaris är en isörtsväxtart som beskrevs av L. Bol. Lampranthus intervallaris ingår i släktet Lampranthus och familjen isörtsväxter. Inga underarter finns listade i Catalogue of Life.